# Agustín Delgado
Agustín Javier Delgado Chalá (Spitzname „El Tin“) (* 23. Dezember 1974 in El Juncal, einem Dorf im Chota-Tal, das politisch zum Kanton Ibarra der Provinz Imbabura gehört) ist ein ehemaliger ecuadorianischer Fußballspieler. Er galt als vielseitiger, sehr torgefährlicher, aber relativ langsamer Spieler. Besonders stark war er im Kopfballspiel.
Zwischen 1994 und 2006 erzielte er 31 Tore in 71 Spielen für die ecuadorianischen Nationalmannschaft, deren Rekordtorjäger er ist. Aufgrund von Knie- und Rückenbeschwerden konnte Delgado in den letzten Jahren nur selten uneingeschränkt trainieren, weshalb er nach der Weltmeisterschaft 2006 aus der Nationalmannschaft zurücktrat. Am 14. September 2007 erklärte er offiziell seinen endgültigen Rücktritt, für den er die genannten gesundheitlichen Gründe angab. Delgado spielte nach einer langen Karriere zuletzt in der Saison 2010 für seinen eigenen Verein CD Valle del Chota in der zweiten ecuadorianischen Liga und erklärte im Februar 2011 seinen Rücktritt vom Profifußball.

## Laufbahn
Delgado wechselte für eine unbekannte Ablösesumme im Januar 2005 vom mexikanischen Verein UNAM Pumas zu Barcelona SC Guayaquil und wurde von dort im Januar 2006 nach „Disziplinproblemen“ an LDU Quito ausgeliehen. Zuvor spielte er unter anderem bei CD Cruz Azul und Necaxa in Mexiko und in England beim FC Southampton. Er war der erste ecuadorianische Spieler in der Premier League. Mit Necaxa nahm er an der Seite seines Landsmanns Álex Aguinaga an der Klub-Weltmeisterschaft 2000 in Rio de Janeiro teil und erzielte zwei Tore gegen und Real Madrid und South Melbourne FC.
Er erzielte bei der Weltmeisterschaft 2002 das erste Tor Ecuadors überhaupt bei einer Weltmeisterschaft zum 1:2 im Vorrundenspiel gegen Mexiko. Mit neun Treffern war Delgado gemeinsam mit Hernán Crespo bereits Torschützenkönig in der CONMEBOL-Qualifikation zur WM 2002. Er wurde auch für die WM 2006 in Deutschland nominiert und schoss im ersten Spiel seiner Mannschaft gegen die polnische Fußballnationalmannschaft das zweite Tor zum überraschenden Endstand von 2:0. Auch im zweiten Spiel gegen die Nationalmannschaft aus Costa Rica erzielte Delgado das zweite Tor beim 3:0-Sieg. Er ist somit mit drei Toren bisheriger Rekordtorschütze Ecuadors bei Weltmeisterschaften.
Im November 2006 sorgte Delgado in Ecuador für Aufsehen, als er den Präsidenten des ecuadorianischen Fußballverbandes verbal deutlich kritisierte, da der Verband ausstehende Prämien der Weltmeisterschaft noch nicht gezahlt hatte. Am 20. Dezember 2006 wurde gegen ihn eine Sperre von 12 Monaten verhängt, nachdem er aktiv an einer Schlägerei zwischen Spielern von LDU Quito und Barcelona SC Guayaquil im Anschluss an das letzte Saisonspiel wenige Tage zuvor teilgenommen hatte. Die Schlägerei war ausgebrochen, nachdem Delgado den Verteidiger Víctor Montoya von Barcelona SC beschuldigte, sein verletztes Knie absichtlich gefoult zu haben und ihn tätlich angriff. Nachdem Revisionsmühungen nicht stattgegeben wurde, plante Delgado einen Wechsel zu den New York Red Bulls in die Major League Soccer, da der Vorstand des ecuadorianischen Fußballverbandes angegeben hatte, die Strafe würde nicht über die Grenzen Ecuadors ausgedehnt. Am 23. Februar 2007 erkannte die FIFA die Strafe jedoch überraschend international an, womit der Wechsel nichtig wurde. Ein formeller Protest bei der FIFA wurde Ende März 2007 abgewiesen, allerdings wurde Delgados Strafe auf einem außerordentlichen Kongress des ecuadorianischen Fußballverbandes im Mai 2007 reduziert, so dass er seit dem 19. Juni 2007 wieder spielberechtigt war. Er erhielt einen neuen Vertrag bei LDU Quito bis zum Ende der Saison 2007, in der der Verein mit Delgados Schützenhilfe den Meistertitel gewann. Auch für die Saison 2008 wurde sein Vertrag verlängert. In dieser Saison gewann Liga die Copa Libertadores, wobei Delgado zwar kein Stammspieler war, aber in zahlreichen Spielen als Einwechselspieler zum Einsatz kam. Bereits 1998 hatte Delgado im Kader von Barcelona SC Guayaquil gestanden, als diese Mannschaft das Finale der Copa Libertadores erreichte. Nach der Saison 2008 lief sein Vertrag aus. Nach Beginn der Saison 2009 wechselte er zu CS Emelec nach Guayaquil, wo sein Vertrag am Ende der Saison 2009 nicht verlängert wurde.
Seit Juli 2010 bestritt er gelegentlich Spiele für den von ihm gegründeten Verein CD Valle del Chota in der regional ausgetragenen dritten Liga Ecuadors. Der Verein stieg nach der Saison 2010 in die eingleisige zweite ecuadorianische Liga auf, woraufhin Delgado ankündigte, sich auf Verwaltungs- und Führungstätigkeiten im Club zu beschränken. Der Verein ging aus einer Fußballschule, die Delgado gründete, hervor und hatte bereits in den Jahren zuvor zweimal knapp den Aufstieg verpasst.

## Soziales Engagement und andere Aktivitäten
Delgado gründete 2002 die Fundación Agustín Delgado, die in seinem Heimatort, dem Chota-Tal, armen Kindern Bildung, Ernährung, medizinische Versorgung und sportliche Betätigung ermöglicht.
Im August 2006 entsandte ihn der ecuadorianische Präsident in die Corporación de Desarrollo Afroecuatoriano (Codea), einen staatlichen Organismus für die Entwicklung der von Afroecuatorianern besiedelten Gebiete.

## Erfolge
- Copa Libertadores 2008
- Ecuadorianischer Meister: 1996, 1997, 2007
- Mexikanischer Meister: 2001, 2004
- Torschützenkönig südamerikanische WM-Qualifikation 2002